# جرانت هيسلوف
جرانت هيسلوف (بالإنجليزية: Grant Heslov)‏، ممثل أمريكي، من مواليد مدينة لوس أنجلوس الأمريكية  بتاريخ 15 مايو 1963م ، ونشأ بعائلة يهودية  ، وزوجته هي ليزا هيلاند-هيسلوف.